# Liechtenstein na Zimowych Igrzyskach Olimpijskich Młodzieży 2012
Liechtenstein na Zimowych Igrzyskach Olimpijskich Młodzieży 2012, które odbywały się w Innsbrucku reprezentowało 2 zawodników.

## Skład reprezentacji Liechtensteinu

### Biegi narciarskie
Chłopcy
| Zawodnik      | Konkurencja   | Kwalifikacje | Kwalifikacje | Ćwierćfinał   | Ćwierćfinał   | Półfinał      | Półfinał      | Finał         | Finał         |
| Zawodnik      | Konkurencja   | Wynik        | Miejsce      | Wynik         | Miejsce       | Wynik         | Miejsce       | Wynik         | Miejsce       |
| ------------- | ------------- | ------------ | ------------ | ------------- | ------------- | ------------- | ------------- | ------------- | ------------- |
| Martin Vögeli | Sprint        | 1:56.31      | 39.          | Nie awansował | Nie awansował | Nie awansował | Nie awansował | Nie awansował | Nie awansował |
| Martin Vögeli | Bieg na 10 km |              |              |               |               |               |               | 33:20.5       | 31.           |

### Narciarstwo alpejskie
Chłopcy
| Zawodnik   | Konkurencja     | Wyniki  | Wyniki  | Wyniki       | Wyniki       |
| Zawodnik   | Konkurencja     | Runda 1 | Runda 2 | Razem        | Miejsce      |
| ---------- | --------------- | ------- | ------- | ------------ | ------------ |
| Manuel Hug | Slalom          | 42.94   | 45.04   | 1:27.98      | 22.          |
| Manuel Hug | Slalom gigant   | 1:00.44 | 57.16   | 1:57.60      | 18.          |
| Manuel Hug | Supergigant     |         |         | Nie ukończył | Nie ukończył |
| Manuel Hug | Superkombinacja | 1:06.52 | 39.27   | 1:45.79      | 17.          |